# Westfield Fox Valley
Westfield Fox Valley, anteriormente como Fox Valley Center, es un centro comercial en Aurora, Illinois. sus cuatro tiendas anclas son Carson Pirie Scott, JCPenney, Macy's y Sears.
Sus tiendas anclas originales fueron Lord & Taylor, en la cual cerró en 1996 y vendió su tienda a Carson Pirie Scott. La tienda Marshall Field's fue renombrada a Macy's el 9 de septiembre de 2006.
The Westfield Group adquirió a principios del 2002 el centro comercial, y lo renombró a "Westfield Shoppingtown Fox Valley", y en junio de 2005 le quitaron la palabra "Shoppingtown".
A finales del otoño de 2020, el abandonado Sears comenzó su demolición y continuó el Plan de Reurbanización Fox Valley Mall 2.0, que más tarde añadió apartamentos de lujo y otros servicios.

## Tiendas anclas
- Carson Pirie Scott (115,960 pies cuadrado) la tienda fue expandida después de que Carson's fuese clausurada.
- JCPenney (206,937 pies cuadrado)
- Macy's (229,558 pies cuadrado)
- Sears (316,000 pies cuadrado)[2]

## Galería

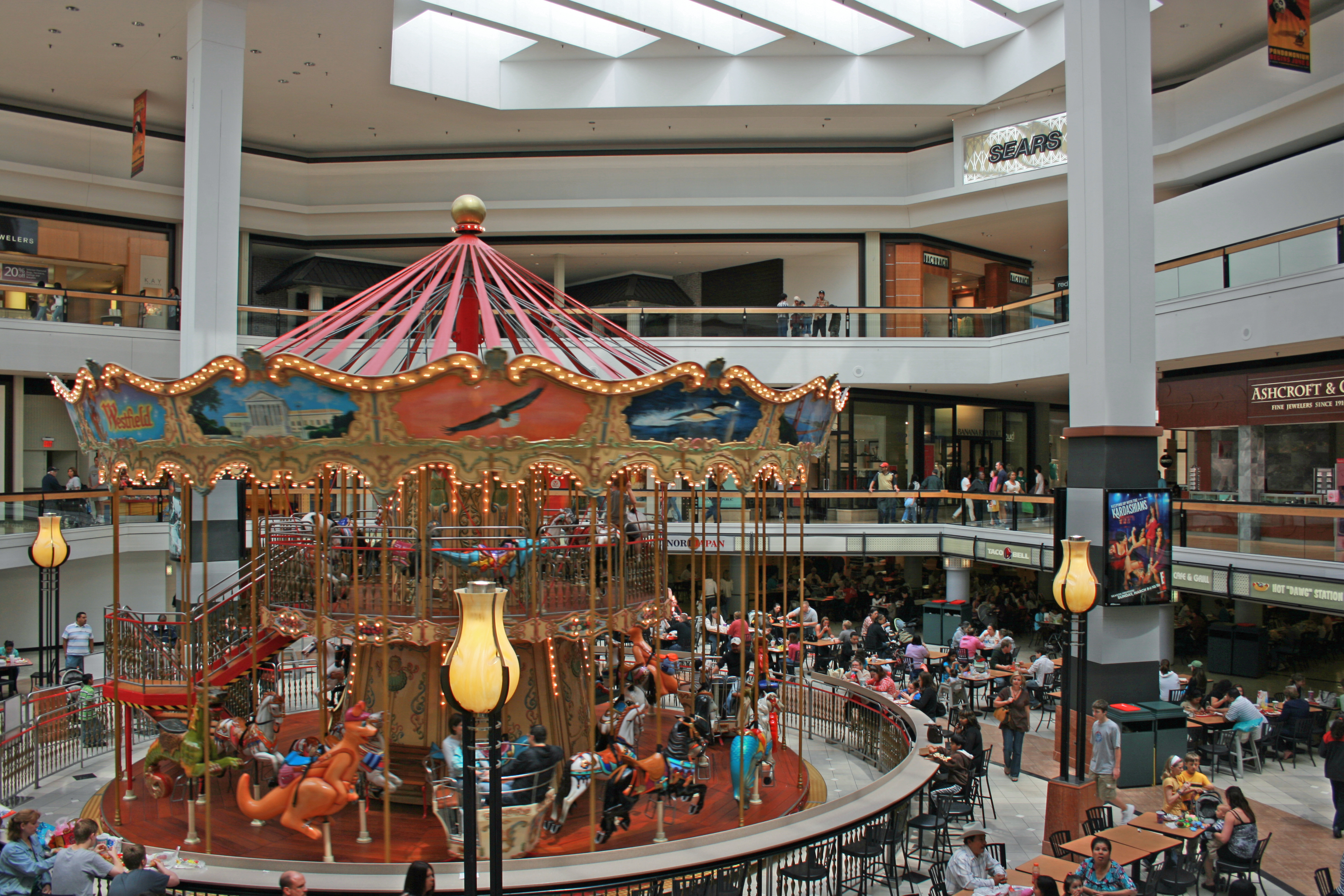
El carrusel y el food court.
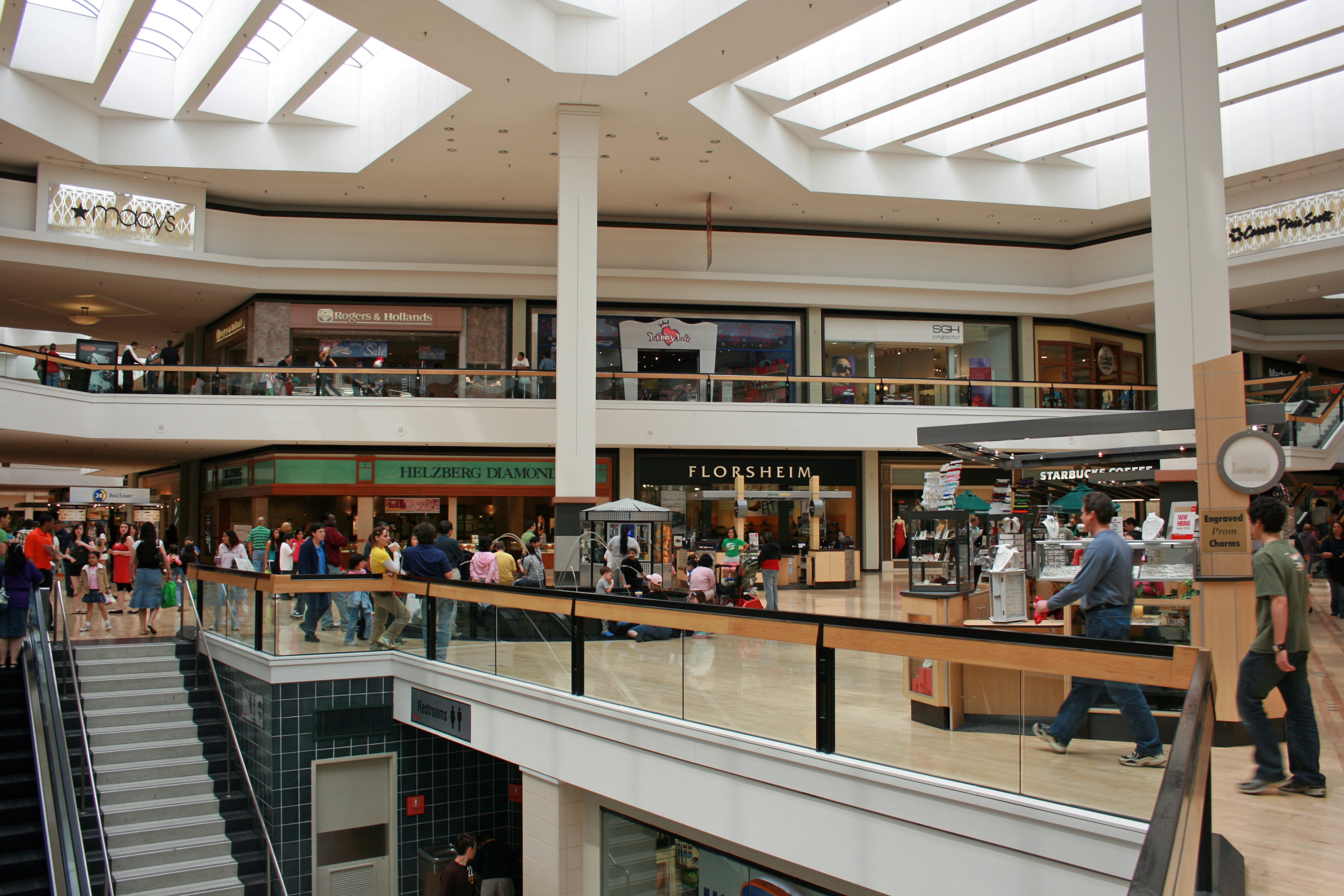
Vista del nivel inferior.
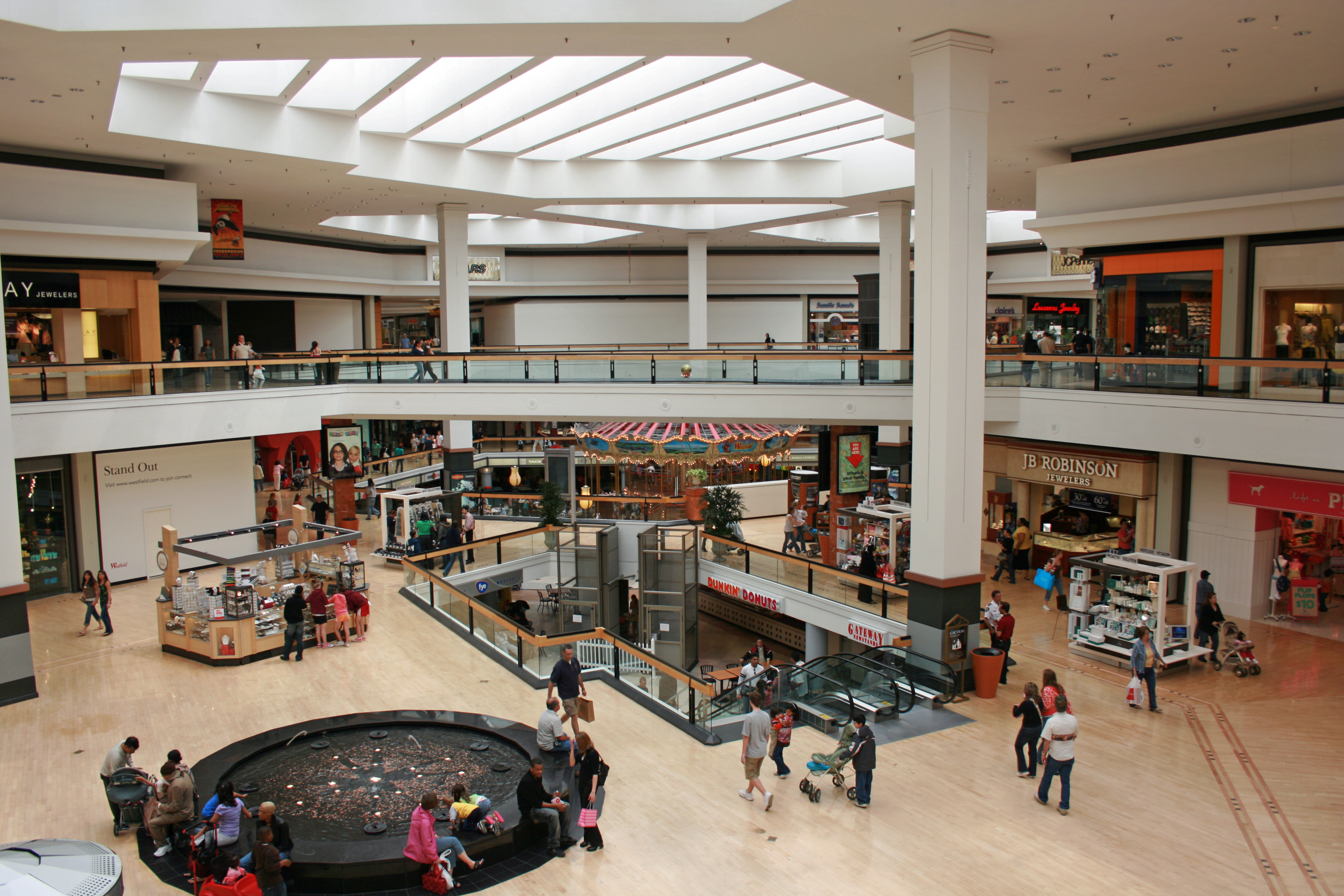
Vista desde el nivel superior con vista a las fuentes bailarinas.
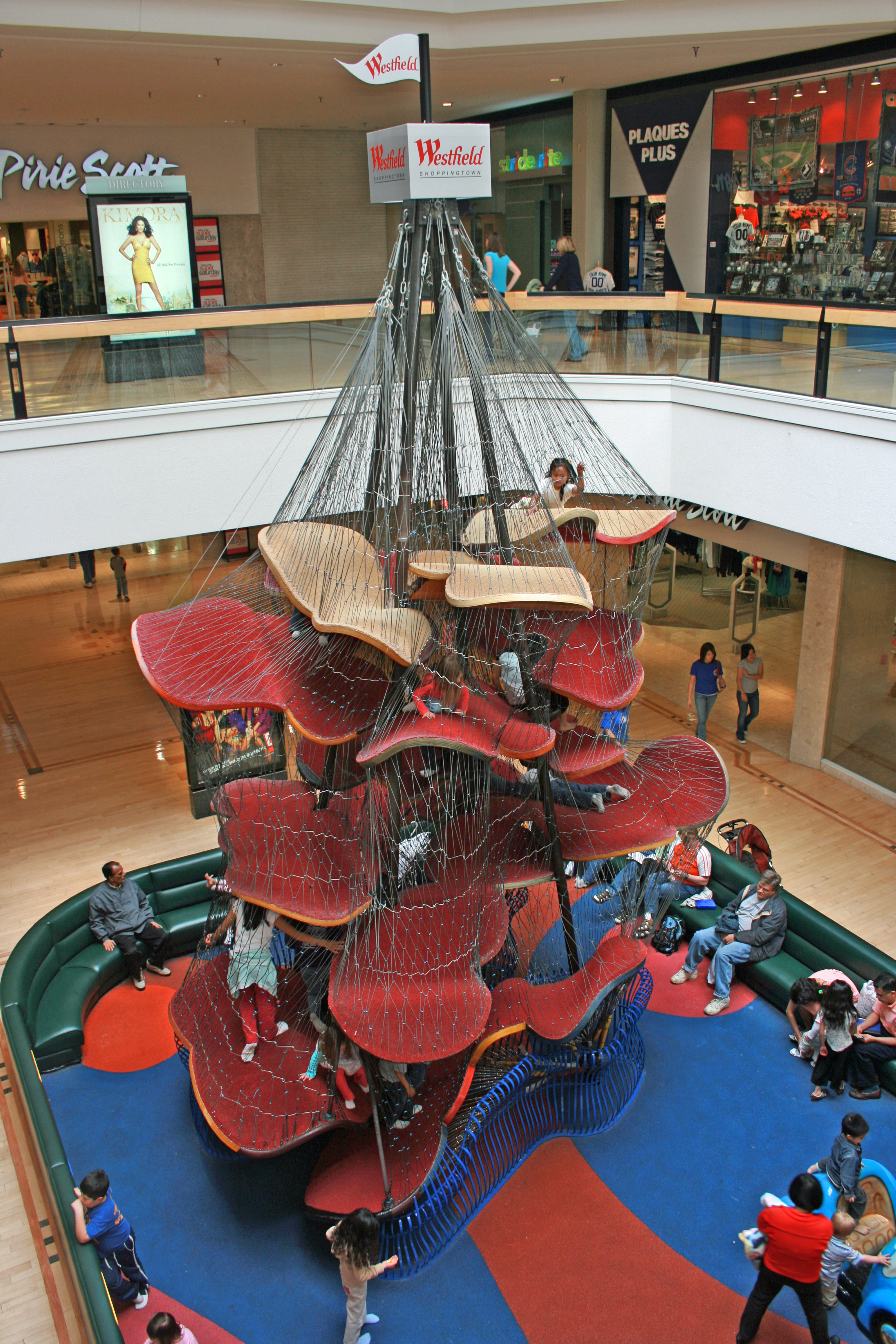
Área infantil.
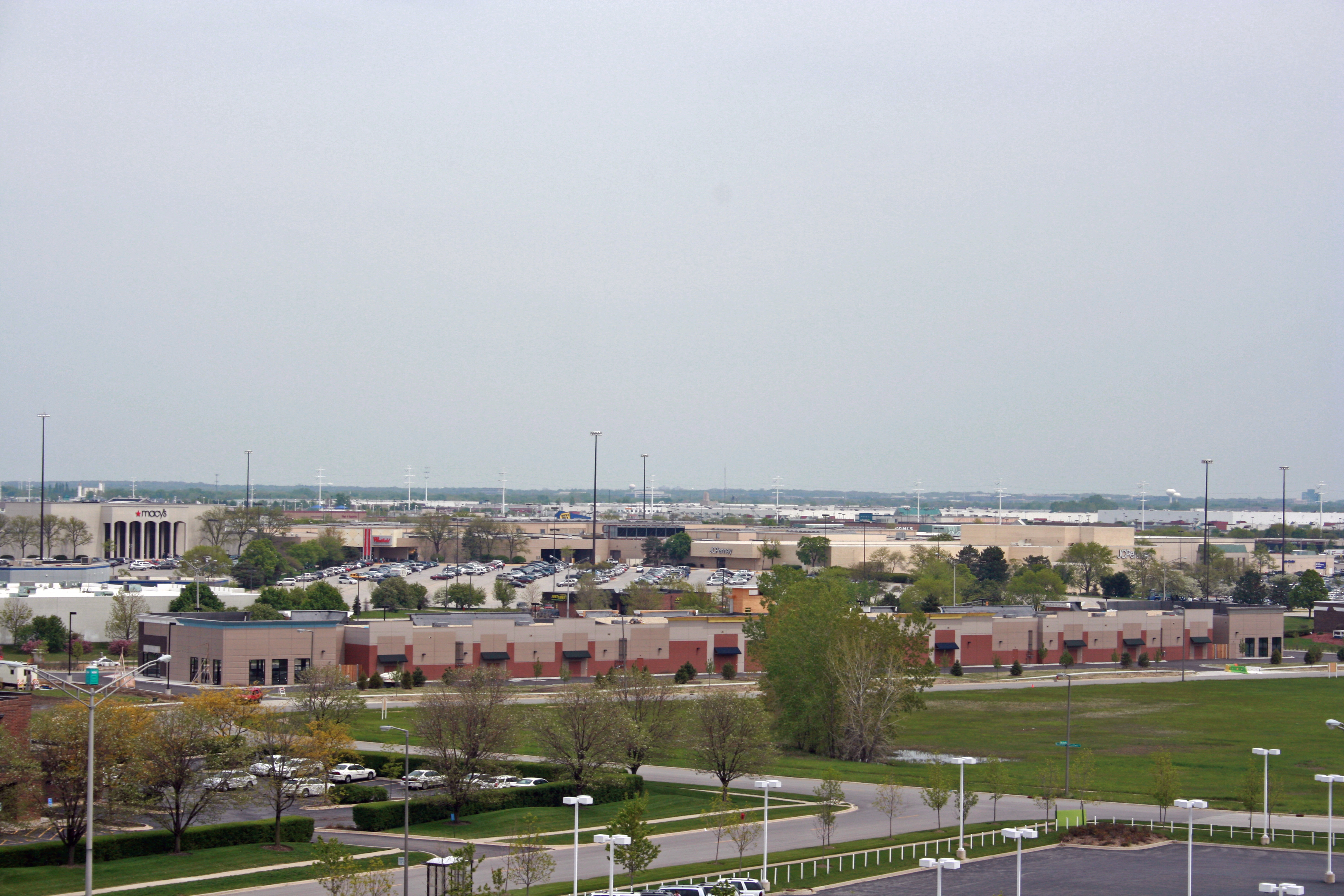
Vista del sureste del centro comercial.